# Batterie de l'Aber-Ildut
La batterie de l'Aber-Ildut est un ancien ouvrage défensif d'artillerie situé sur la commune littorale de Lanildut, dans le département français du Finistère. 

## Présentation
Au XVIIIe siècle, le port de commerce de Lanildut est l'un des plus importants du Léon. A titre de comparaison, en 1755, il arme 40 navires (cabotage, transport du granite, vin) tandis que le port de Brest n'en arme que 14. Les maîtres de barques, habitant notamment à Rumorvan, sont prospères et nombreux. Une batterie, située à l'entrée nord de l'Aber-Ildut, est gardée par une sentinelle, qui trouve abri dans une guérite d'où elle fait le « guet de la mer ».  Cette fonction est confiée à la milice garde-côte en temps de paix comme en temps de guerre. Pour communiquer avec les navires et les autres batteries, un mât de signaux est implanté à proximité de la guérite. Un système de codes utilisant des pavillons permet d'identifier les navires et de répondre à leurs signaux. Cette fonction est généralement confiée à un ancien marin.
En temps de guerre, cinq hommes logent dans le corps de garde et, comme 25 hommes sont alors nécessaires pour le service des canons, les autres dorment sous des tentes ou dans des fermes environnantes. Le confort est modeste : une cheminée pour la cuisson et le chauffage, un lit commun, une table, des chaises. La nourriture, les chandelles et le bois de chauffage sont fournis aux miliciens. En 1759, une ordonnance de Louis XV impose à la paroisse de Lanildut de fournir cinq hommes et de payer 32 livres pour « la dépense annuelle de la garde-côte de Bretagne ». 
Au XVIIIe siècle, la batterie est équipée de trois canons de 12 livres identiques à la réplique actuelle. Fabriqués en fonte, ils tirent un boulet de fonte de 6 kg à une distance de 1000 mètres. Ils tiennent ainsi à distance les navires ennemis ou les mettent mal s'ils tentent d'attaquer les navires de commence. Un boulet de 12 livres peut transpercer la coque en bois d'un navire à 300 mètres de distance. L'affût est orientable afin de pouvoir suivre l'évolution d'un navire passant au large. Un magasin à poudre est implantée sur site.
Dans les années 1840, l'armement de la batterie doit être amélioré. Il se compose théoriquement de 2 canons de 30 livres et 2 obusiers de 22 cm Les progrès techniques permettent de produire des pièces d'artillerie plus grosses lançant des projectiles plus lourds et des obus explosifs remplis de poudre mais un tel armement devient obsolète face aux navires cuirassés des années 1860 ; il n'a finalement jamais été mis en place dans cette batterie. À la fin du XIXe siècle, le rôle commercial du port décline. 
Le site est acquis par le Conseil général du Finistère en 1978. Des travaux de restauration par les bénévoles des associations « Aber-Ildut loisirs et culture »  et « Les ouvriers de paix » débutent en 2004. En 2007, un affût de canon construit par les élèves du collège de Kerhallet de Brest et une réplique de canon sont installés. Entre 2011 et 2013, des bâtiments sont restaurés sous la conduite de Dominique Lizerand, architecte du patrimoine, et une signalétique conçue par l'association « Valoriser les patrimoines militaires » est mise en place.

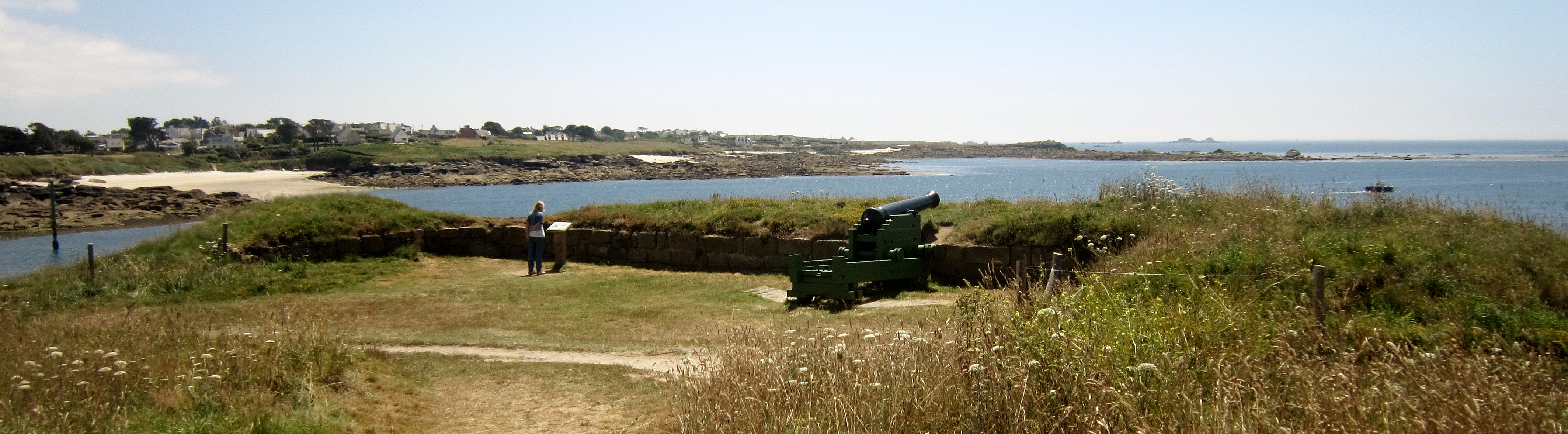
La batterie de l'Aber Ildut et l'entrée de l'Aber Ildut : vue panoramique.
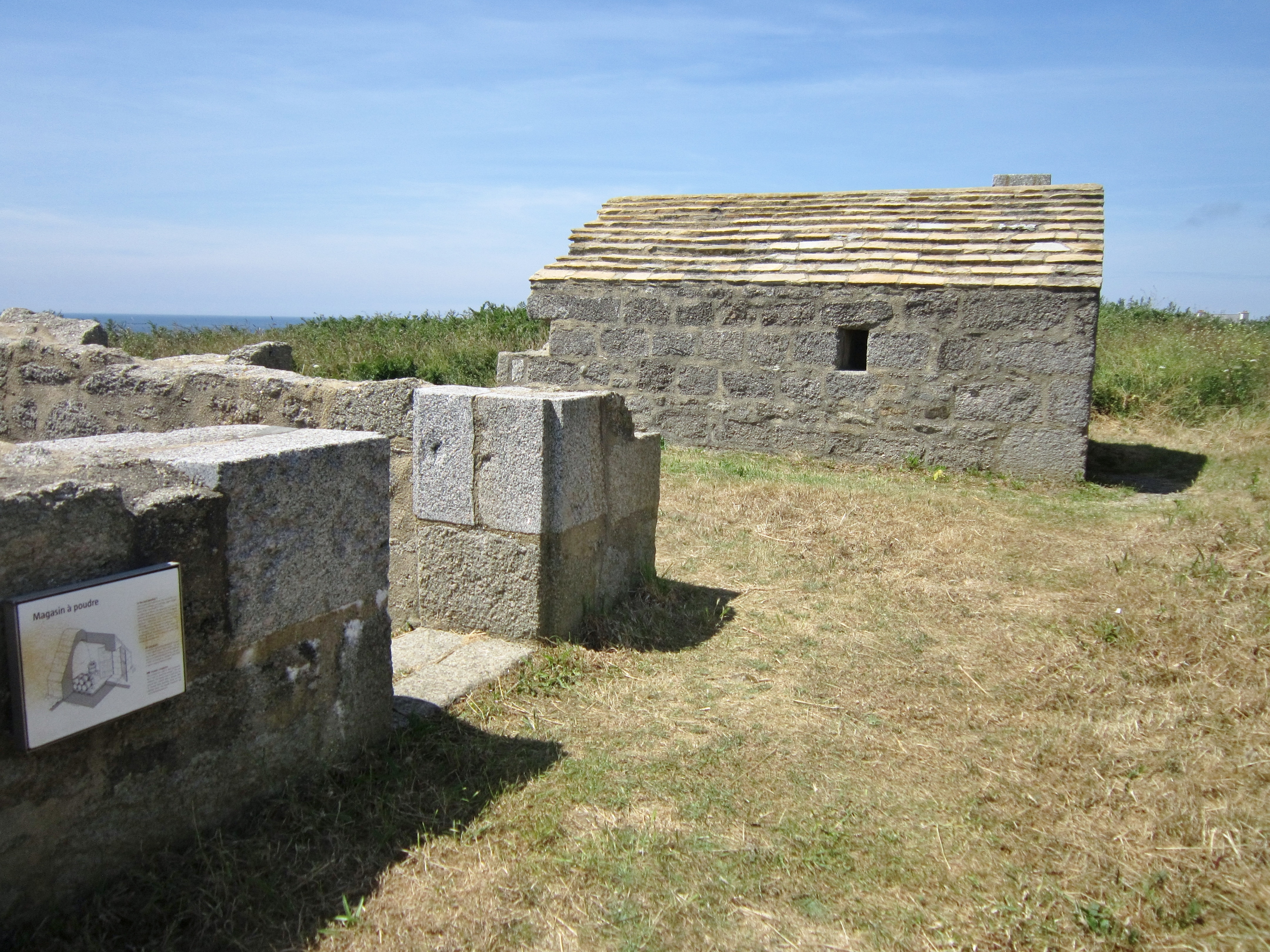
La batterie de l'Aber Ildut : le corps de garde et le magasin à poudre.
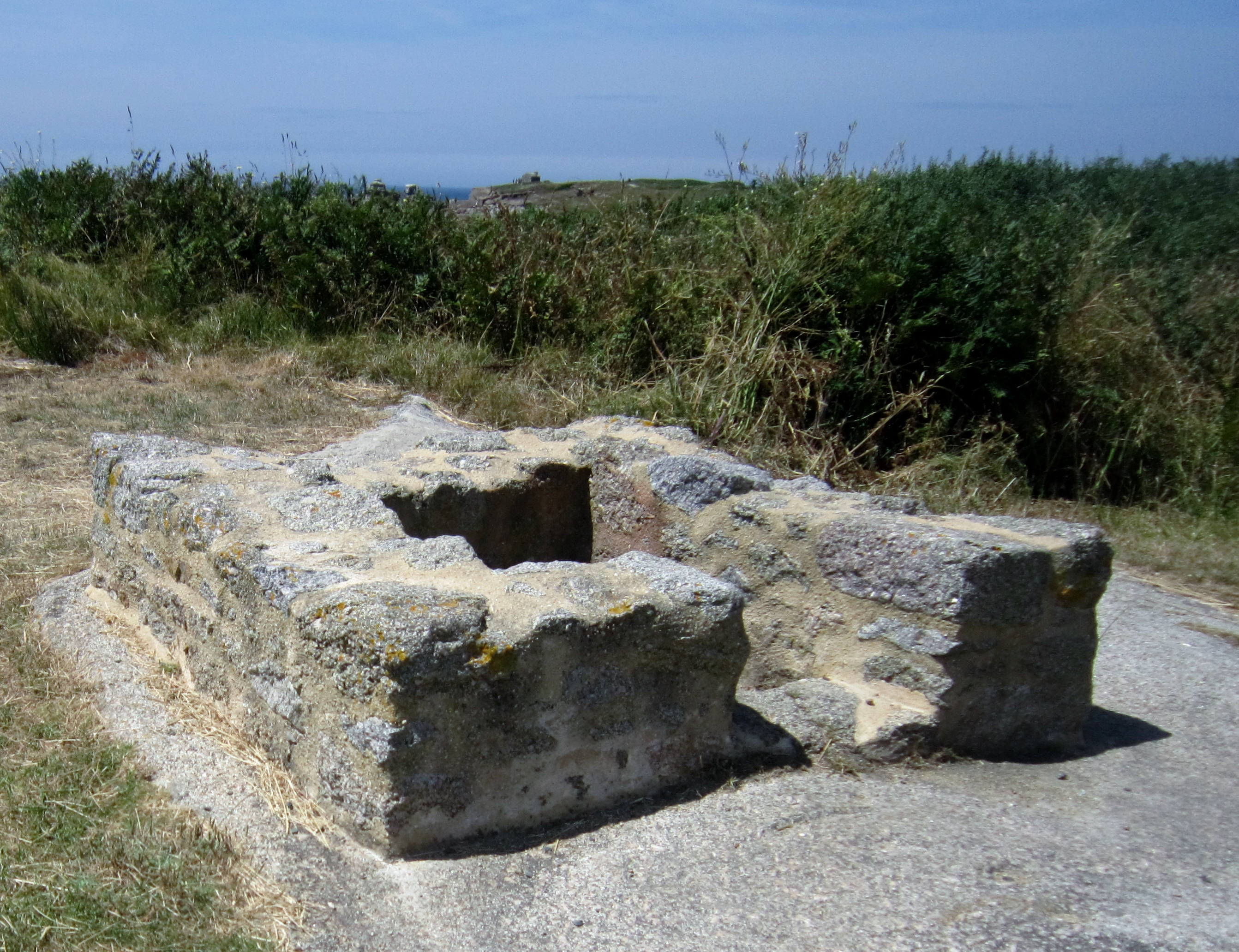
La batterie de l'Aber Ildut : la guérite de guet (reconstitution partielle).
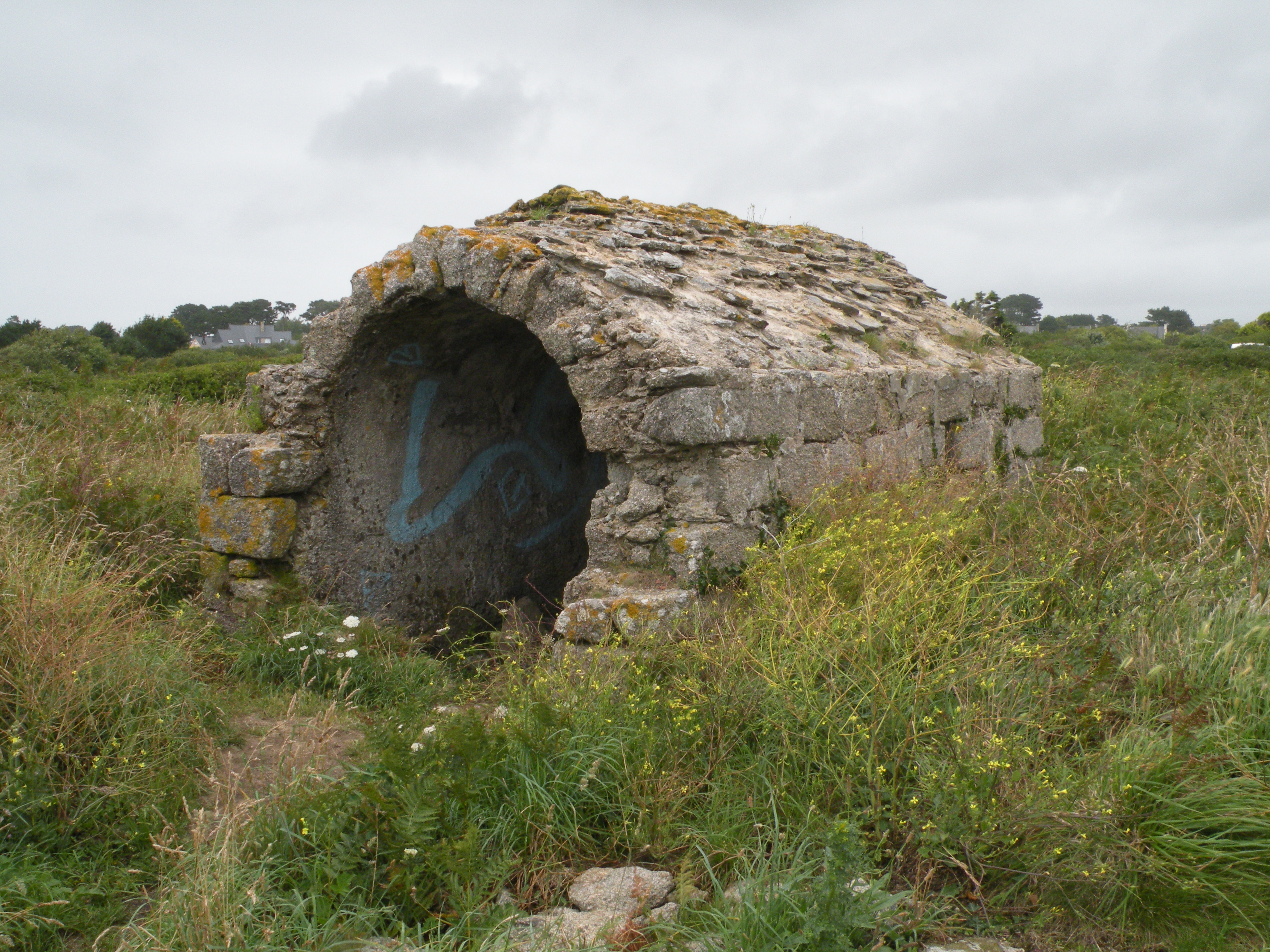
La poudrière de l'ancienne batterie de l'Aber-Ildut.

## Refuge de gardes côtes
Une maison de guet est édifiée en 1756 en aval du site de la batterie. Elle sert de refuge des gardes côtes pendant la guerre de Sept Ans puis de refuge des goémoniers au XIXe siècle  (des fours à goémon sont présents à proximité). Elle devient une carrière de granit exploitée jusqu'au début des années 1900. Achetée en 1948 et restaurée par Georges Salmon, officier de marine, elle devient la propriété de Jean-Luc Salmon, auteur et musicien, en 1972.

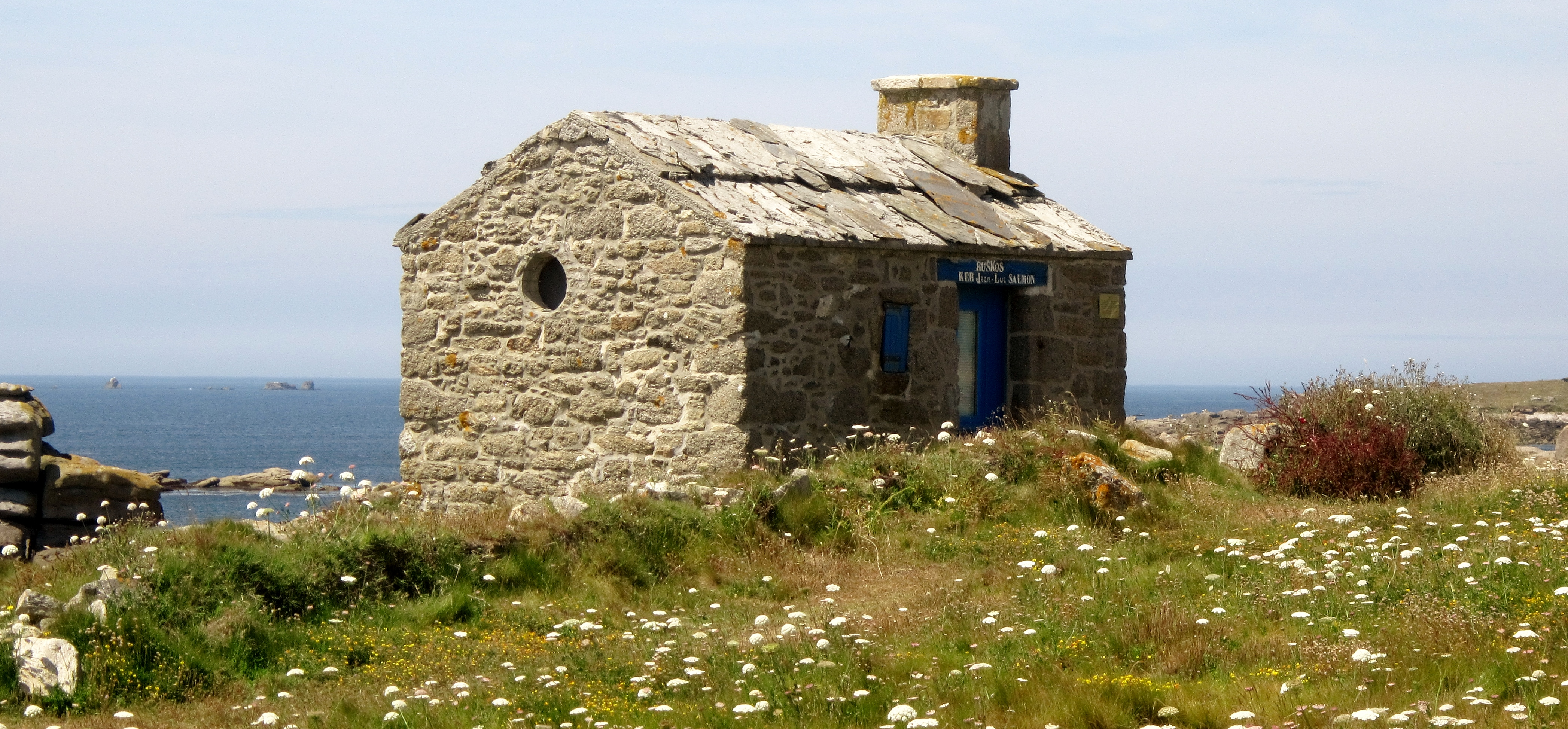
Ancien abri des douaniers (1756) entre Melon et Lanildut.